# Andrea Celeste
Andrea Celeste é uma telenovela argentina  exibida pelo ATC entre 8 de outubro de 1979 e 7 de março de 1980. 
Foi protagonizada por Andrea Del Boca, Alberto Argibay e Ana María Picchio e antagonizada por Liliana Simoni, Mariana Karr e Nelly Prono. 

## Sinopse
Andréa Celeste ou simplesmente "Celeste", como todo mundo chama é uma órfã de 11 anos que cresceu em um orfanato, ao lado de sua madrinha que a amava muito. Antes de morrer confessa que sua mãe está viva, mas não sabe onde ela está. Em seguida, a pequena é dada o Aosamena, um homem  a tarefa de encontrá-la. Um dia Celeste é adotada por Don Eduardo, um bom homem que adota-a para que esta alegre a vida da sua filha Liliana, a que todos chamam carinhosamente de "Lili". No entanto ela vê Andréa como uma intrusa em sua vida e aconselhada por sua perversa governanta se encarrega de fazer a vida impossível para Celeste para que ela se vá dali pra sempre. Na casa Celeste também encontrar grandes amigos como Irma, a empregada que está secretamente apaixonada por Emílio, o filho mais velho de Eduardo. Então Celeste a ajuda a realizar seu sonho, como a menina que é muito inteligente e percebe que o jovem não é tão indiferente em relação a Irma. Para que Celeste tem que espantar a noiva dele Elena, que só está interessada em Emilio para ficar com o seu dinheiro, assim como sua mãe Enriqueta que passa a ser a namorada de Don Eduardo, a quem Celeste também o ajudará a encontrar o amor verdadeiro em Laura, uma mulher misteriosa, mas doce e amável que veio para trabalhar em orfanato no mesmo dia Celeste saiu, com quem tem uma grande amizade e que acabou por ser nem mais nem menos do que sua mãe perdeu que se chama, na verdade, Maria Luisa, tudo isso vai aconselhado e ajudado por seu fiel anjo da guarda, o padre Daniel.

## Elenco
- Andrea Del Boca - Andrea Celeste Gonzalo Bertiz
- Alberto Argibay - Eduardo Arosamena
- Ana María Picchio - Laura Ledesma/María Luisa Bertiz Vda. de Gonzalo/de Arosamena
- Liliana Simoni - Liliana "Lili" Arosamena
- Raúl Taibo -  Emilio Arosamena
- Cony Vera - Irma
- Mariana Karr - Elena
- Nelly Prono - Enriqueta
- Patricia Castell - Diretora Carmen
- Leopoldo Verona - Padre Daniel
- Cristina Alberto- Ángel de la Guarda
- Gilda Lousek - Gladis
- Liliana Benard - Felipa
- Alicia Anderson
- Julio Gini
- Jorge Larrea
- Raúl Filippi
- Cristina Fernández
- Velia Chaves
- Nora Cas
- Julio C. Chaves